# Cantón Chambo
Chambo es un cantón de la provincia de Chimborazo en el Ecuador. Está ubicado el noroeste de la provincia. Posee una superficie de 163 km², que representan el 2.5% de la superficie de la provincia de Chimborazo. Los principales cursos de agua que cruzan el cantón son los ríos Chambo, Daldal y Timbul. Cuenta además con la laguna Rocón.
La altitud promedio del cantón está por los 2780 m s. n. m. La temperatura promedio es de 14 °C. El clima es apto para la agricultura. 
Chambo es uno de los primeros asentamientos de la nacionalidad Puruha pese a esto, los trámites para su cantonización se realizan desde 1.940 hasta lograr el pleno reconocimiento oficial el 18 de marzo de 1988.
Situada a 8 km de la ciudad de Riobamba hacia el este, se extiende en las faldas de los montes Quilimas y Cubillín de la Cordillera Oriental.
Su altitud va desde los 2400 a 4730 m s. n. m., con temperaturas que fluctúan entre 0-15 °C. Limita al norte, al oeste y al sur cantón Riobamba, al este con Morona Santiago.
A pesar de contar con una superficie pequeña, su importancia radica en la ubicación geográfica, en la diversidad de pisos climáticos y en la rica producción agrícola y ganadera.
En los últimos años la población ha cambiado especialmente en lo que es educación y por ende salud; en nuestro medio las comunidades indígenas ya no oprimen al sexo femenino, permitiendo que la cultura y la calidad de vida también se incremente
El índice de pobreza de este cantón es del 34.1%, factor que influye en la salud de la comunidad puesto que el valor de algunos servicios como consultas, medicamentos se han incrementado, dando como resultado el abandono del usuario a los servicios de salud o la realización de tratamientos incompletos.
El cantón Chambo no cuenta con parroquias rurales, pero desde el punto de vista territorial existen áreas relativamente homogéneas que podrían tomarse en cuenta como posibles y futuras parroquias.

## Características demográficas
De acuerdo con los datos presentados por el Instituto Ecuatoriano de Estadísticas y Censos (INEC), del último Censo de Población y Vivienda (2010), realizado en el país, el cantón posee 11885 habitantes, distribuidos entre el área urbana de la cabecera cantonal que posee 4.459 habitantes y el área rural que alberga a 7.426 habitantes.
La población masculina alcanza el 47,45%, mientras que la femenina el 52,55%. El analfabetismo en mujeres se presenta en 23,7%, mientras que en varones: 10,55%.
Según el Sistema Integrado de Indicadores Sociales del Ecuador, SIISE, la pobreza por necesidades básicas insatisfechas, alcanza el 71,83% de la población total del cantón, y la extrema pobreza alcanza el 42,47%.y así

## Servicios
- Tienen acceso a la red de alcantarillado, el 39% de las viviendas.
- Disponen de servicio higiénico exclusivo, el 41,81% de los hogares.
- Agua entubada por red pública dentro de la vivienda: 36%.
- Energía Eléctrica 89,44%.
- Servicio telefónico 6,88%.
- Servicio de recolección de basuras: 31,16% de las viviendas.

En general el déficit de servicios básicos es de 71,53%
| Población - Dinámica demográfica | Habitantes |
| Población (habitantes)           | 17 089     |
| Población - hombres              | 8067       |
| Población - mujeres              | 9022       |
| Población - menores a 1 año      | 221        |
| Población - 1 a 9 años           | 2317       |
| Población - 10 a 14 años         | 1262       |
| Población - 15 a 29 años         | 2652       |
| Población - 30 a 49 años         | 2148       |
| Población - 50 a 64 años         | 1026       |
| Población - de 65 y más años     | 915        |

## Patrimonio
Posee diversos atractivos turísticos naturales, entre los que se pueden mencionar: Aguas termo-medicinales de Guayllabamba o Aguallanchi, que se encuentran a 12 km del centro, en el sector San Francisco de Chambo; Complejos turísticos, como Complejo Turístico Mirador " La Piscina" perteneciente al GAD Chambo; El Vergel, La Pampa, Rancho Willy's, además posee La Laguna de Rocón, Los Cubillines, y el Bosque Primario LEONÁN DE LLUCUD.

## Fútbol
River Plate de Riobamba
| Riobamba
| Chimborazo
- Newells de Chambo
- Cuervos Negros Futbol Club.